# Cheilosia albitarsis
Cheilosia albitarsis là một loài ruồi trong họ Ruồi giả ong (Syrphidae). Loài này được Meigen mô tả khoa học đầu tiên năm 1822. Cheilosia albitarsis phân bố ở vùng Cổ Bắc giới